# Бунцево
Бу̀нцево е село в Югозападна България. То се намира в община Якоруда, област Благоевград.

## Население

### Етнически състав
Преброяване на населението през 2011 г.
Численост и дял на етническите групи според преброяването на населението през 2011 г.:
|                     | Численост |
| Общо                | 529       |
| Българи             | 398       |
| Турци               | 26        |
| Цигани              | -         |
| Други               | -         |
| Не се самоопределят | -         |
| Неотговорили        | 104       |

## География
Село Бунцево се намира в планински район.

## История
До 1974 година Бунцево е махала на село Конарско.
По време на Възродителния процес през 1972 година жителите на Бунцева махала се вдигат на протест срещу „възродителите“, вследствие на което става сбиване, при което един от ръководителите на операцията е убит. Акцията е временно прекратена, докато пристигнат подкрепления, но в същото време от целия край се събират помаци. Кулминацията е край училището, където със стрелба „възродителите“ овладяват положението. След това за убийство са осъдени седем души от селото, единият от които е екзекутиран. По този повод България получава протестни ноти от Турция и от новия тогава лидер на Либия – Муамар Кадафи.
От септември 1974 година Бунцево е признато за самостоятелно селище.

## Религии
Жителите на селото изповядват исляма и са помаци.